# Salzuit
Salzuit är en kommun i departementet Haute-Loire i regionen Auvergne-Rhône-Alpes i centrala Frankrike. Kommunen ligger i kantonen Paulhaguet som tillhör arrondissementet Brioude. År 2022 hade Salzuit 333 invånare.

## Befolkningsutveckling
Antalet invånare i kommunen Salzuit
| Referens: INSEE |